# Claës Bonde
Claës Bonde, född den 4 mars 1878, död den 6 april 1965, var en svensk greve, jurist och diplomat.
Claës Bonde var son till Carl Trolle-Bonde och dennes hustru, friherrinnan Eva Fredrika Emerentia Leijonhufvud.
Efter avlagd juris utriusque kandidatexamen blev Bonde förste sekreterare i Utrikesdepartementet 1908, och var därefter legationssekreterare vid en rad olika beskickningar 1912-1921. Han erhöll legationsråds titel 1916, och blev legationsråd i Tokyo och Peking 1921 samt i London 1924. 1927 ställdes han i disponibilitet med ministerresidents titel. 1938-1950 var han Gustaf V:s handsekreterare. Han var även härold vid Kunglig Majestäts Orden.

## Utmärkelser

### Svenska utmärkelser
- Minnestecken med anledning av Konung Gustaf V:s 90-årsdag, 1948.[2]
- Konung Gustav V:s minnestecken, 1951.[3]
- Kommendör av första klassen av Nordstjärneorden, 6 juni 1941.[4]
- Kommendör av andra klassen av Nordstjärneorden, 6 juni 1938.[5]
- Riddare av Nordstjärneorden, 1916.[6]

### Utländska utmärkelser
- Riddare av Badiska Berthold I av Zähringens orden, senast 1915.[7]
- Storofficer av Belgiska Kronorden, senast 1940.[8]
- Kommendör av första graden Danska Dannebrogorden, senast 1950.[2]
- Kommendör av andra graden av Danska Dannebrogorden,  senast 1921.[9]
- Kommendör av Franska Hederslegionen, senast 1940.[8]
- Riddare av Franska Hederslegionen, senast 1909.[10]
- Storkorset av Franska Svarta stjärnorden, senast 1950.[2]
- Kommendör av klassen av Kinesiska Gyllene skördens orden, senast 1931.[11]
- Storofficer av Monacos Karl den heliges orden, senast 1940.[8]
- Kommendör av andra klassen av Norska Sankt Olavs orden, senast 1921.[9]
- Riddare av Portugisiska Kristusorden, senast 1908.[12]
- Riddare av tredje klassen av Ryska Sankt Annas orden, senast 1909.[10]
- Riddare av andra klassen av Ryska Sankt Stanislausorden, senast 1915.[7]
- Fjärde klassen av Turkiska Meschidie-orden, senast 1908.[12]